# Lamprolia
Lamprolia is een geslacht van zangvogels uit de familie Rhipiduridae (waaierstaarten). Het geslacht is na moleculair genetisch onderzoek in 2009 ondergebracht bij de familie van de waaierstaarten.

## Taxonomie

### Beschrijving van het geslacht
De wetenschappelijke naam is ontleend aan het verkleinwoordje van het Oudgriekse woord: λαμπρός (lampros, briljant); het achtervoegsel is een eerbetoon aan prinses Victoria, de oudste dochter van koningin Victoria. Over de indeling van dit geslacht bestond lang geen consensus. Otto Finsch verkondigde dat hij nooit eerder een vogel had beschreven die hem meer problemen bezorgde over de indeling. De lamprolia is achtereenvolgens beschouwd als soort uit de familie van de paradijsvogels (Paradisaeidae), de Australische vliegenvangers (Petroicidae) en de  Elfjes (Maluridae). 
Sinds 1980 was het idee dat het een afwijkende verwant van de Monarchen en waaierstaartvliegenvangers (Monarchidae) betrof. Echter, in 2009 werd deze vogel (samen met de ook al problematische bergdrongo uit Nieuw-Guinea) geplaatst in een clade dicht bij de waaierstaarten (Rhipiduridae) op grond van uitgebreid moleculair genetisch onderzoek.

### Soorten
Sinds 2017 staan er twee aparte soorten Lamprolia op de IOC World Bird List op grond van ecologisch onderzoek en DNA-analyses.
- Lamprolia klinesmithi – Natewaprachtlamprolia
- Lamprolia victoriae – Prachtlamprolia